# Commelina beccariana
Commelina beccariana là một loài thực vật có hoa trong họ Commelinaceae. Loài này được Martelli mô tả khoa học đầu tiên năm 1886.